# Man in the Mirror
Man in the Mirror (englisch für „Mann im Spiegel“) ist ein Popsong des US-amerikanischen Sängers Michael Jackson, der am 31. August 1987 auf seinem siebten Studioalbum Bad veröffentlicht wurde. Der Titel wurde von Siedah Garrett (Text) und Glen Ballard (Musik) geschrieben und 1988 als vierte Single aus dem Album ausgekoppelt.

## Entstehung
Am letzten Wochenende vor dem Ende der Aufnahmen des Albums Bad bat Produzent Quincy Jones um ein weiteres Lied. Daraufhin nahmen die beiden Songwriter eine kurze Demo mit Garrett als Sängerin auf und spielten ihm diese am nächsten Tag vor. Der Song gefiel Jones, und er legte das Stück am Montag Jackson vor. Auf dessen Anweisungen hin wurden Background-Vocals hinzugefügt, die nach „Gospel und Kirche“ klingen sollten. Sie wurden auf Jacksons Wunsch hin von den Gospelchören Andraé Crouch Choir und The Winans eingesungen.

## Inhalt
Der Song enthält die Botschaft, dass jeder die Welt zu einem besseren Ort machen und dabei mit sich selbst (eben dem Mann im Spiegel) beginnen solle. Passend zu der Botschaft wurden die Einnahmen von Man in the Mirror gespendet.

„’Man In The Mirror’ is a great message. I love that song. If John Lennon was alive, he could really relate to that song because it says that if you want to make the world a better place, you have to work on yourself and change first….start with the man in the mirror. Start with yourself. Don’t be looking at all the other things. Start with you. That’s the truth. That’s what Martin Luther King meant and Gandhi too. That’s what I believe.“

„„Man in the Mirror“ hat eine großartige Botschaft. Ich liebe diesen Song. Wenn John Lennon noch leben würde, könnte er sich wirklich auf diesen Song beziehen, denn er (der Song) sagt, dass du, wenn du die Welt zu einem besseren Ort machen möchtest, zuerst an dir arbeiten musst und dich ändern musst … fange mit dem Mann im Spiegel an. Fange mit dir selbst an. Achte nicht auf all die anderen Sachen. Beginne mit dir. Das ist die Wahrheit. Das meinten schon Martin Luther King und auch Gandhi. Daran glaube ich.“

Der Song beginnt in G-Dur und steht im 4/4-Takt. Er hat eine Geschwindigkeit von 100 bpm. Er gliedert sich in Intro – Strophe 1 – Strophe 2 – PreChorus – Chorus – Interlude 1 – Strophe 3 – PreChorus – Chorus – Chorus – Chorus – Interlude 2 – Chorus – Interlude 3 – Outro. Im viertaktigen Intro spielen nur die Synthesizer (ab dem zweiten Takt begleitet durch Fingerschnippen), dies zieht sich über die erste Strophe fort. Dann setzen Keyboard, Bass und Schlagzeug ein. 
Beide Strophen sind acht Takte lang. Nach einem achttaktigen PreChorus kommt es zum ebenfalls achttaktigen Chorus. Dabei wird durch eine Veränderung des Schlagzeugrhythmus die Intensität erhöht. Diese Intensität wird über das folgende Interlude und die Strophe gehalten. Nach dem zweiten Refrain ändert sich die Tonart zu As-Dur, und ein Chor setzt ein. Der Rest des Songs (32 Takte) nähert sich harmonisch den Strophen an und erhält durch die häufige Wiederholung des Wortes „Change“ einen Appellcharakter.

## Kritiken
Der Rolling Stone bezeichnete Man in the Mirror als anspruchsvollste und emotionalste Ballade Jacksons und wählte den Song auf Platz zwölf der 50 besten Michael-Jackson-Songs.

## Auszeichnungen
1989 war der Song für einen Grammy Award in der Kategorie Record of the Year nominiert. Außerdem gewann das Musikvideo 1989 einen Soul Train Music Award in der Kategorie Best R&B/Urban Contemporary Music Video.

## Musikvideo
Das Video zeigt aus über 200 Stunden Bildmaterial zusammengeschnittene Szenen von Gewalt, Armut und Hunger. So sind beispielsweise Szenen aus dem Vietnamkrieg oder dem Attentat auf Ronald Reagan, der zur Zeit der Veröffentlichung Präsident der USA war, zu sehen. Michael Jackson selbst ist nur in einer Menschenmasse stehend am Ende des Videos zu sehen. Der Regisseur war Don Wilson. Ein Zusammenschnitt von verschiedenen Aufführungen des Songs während der Bad World Tour und Teilen des Musikvideos ist in den Anfangsszenen von Moonwalker zu sehen.

## Live-Aufführungen
Man in the Mirror wurde während des zweiten Legs der Bad World Tour und der Dangerous World Tour aufgeführt. Außerdem war der Song Teil der Setlist der This-Is-It-Konzertserie, die wegen Jacksons Tod abgesagt wurde.

## Titelliste der Single
| 7"-Single/-Promo – 9:40 1. Man in the Mirror (Single Mix) – 4:55 2. Man in the Mirror (Instrumental) (B-Seite) – 4:55 12"-Single – 10:12 1. Man In The Mirror (Single Mix) – 4:55 2. Man in the Mirror (B-Seite) – 5:17 | CD-Single – 14:57 1. Man in the Mirror (Single Mix) – 4:55 2. Man in the Mirror – 5:17 3. Man in the Mirror (Instrumental) – 4:55 |

## Kommerzieller Erfolg

### Chartplatzierungen
Man in the Mirror debütierte am 6. Februar auf Platz 48 in den Billboard Hot 100. Über die Plätze 36, 27, 17, 9, 7 und 4 erreichte die Single am 26. März 1988 Platz 1 der US-Hitparade und konnte den Spitzenplatz zwei Wochen halten. Damit wurde Man in the Mirror zum zehnten Nummer-eins-Hit in Jacksons Solokarriere in den Vereinigten Staaten. Es ist seine fünfte Single, die den Platz mindestens zwei Wochen halten konnte. Insgesamt blieb der Song 17 Wochen in den Top 100 und 7 Wochen in den Top 10. Im Vereinigten Königreich erreichte der Song nach seiner Erstveröffentlichung zunächst Platz 21. Nach Jacksons Tod im Jahr 2009 belegte die Single mit Rang 2 ihre höchste Chartnotierung.
| ChartsChartplatzierungen             | Höchstplatzierung | Wochen |
| ------------------------------------ | ----------------- | ------ |
| Deutschland (GfK)                    | 23 (14 Wo.)       | 14     |
| Österreich (Ö3)                      | 10 (26 Wo.)       | 26     |
| Schweiz (IFPI)                       | 22 (3 Wo.)        | 3      |
| Vereinigte Staaten (Billboard)       | 1 (17 Wo.)        | 17     |
| Vereinigte Staaten (Billboard R&B)   | 1 (14 Wo.)        | 14     |
| Vereinigte Staaten (Billboard Dance) | 29 (7 Wo.)        | 7      |
| Vereinigtes Königreich (OCC)         | 2 (30 Wo.)        | 30     |

| ChartsJahrescharts (1988)      | Platzierung |
| ------------------------------ | ----------- |
| Vereinigte Staaten (Billboard) | 21          |

### Auszeichnungen für Musikverkäufe
| Land/Region                  | Auszeichnungen für Musikverkäufe (Land/Region, Auszeichnung, Verkäufe) | Verkäufe  |
| ---------------------------- | ---------------------------------------------------------------------- | --------- |
| Dänemark (IFPI)              | Platin                                                                 | 90.000    |
| Italien (FIMI)               | Gold                                                                   | 50.000    |
| Kanada (MC)                  | 3× Platin                                                              | 240.000   |
| Neuseeland (RMNZ)            | 2× Platin                                                              | 60.000    |
| Vereinigte Staaten (RIAA)    | 3× Platin                                                              | 3.000.000 |
| Vereinigtes Königreich (BPI) | 2× Platin                                                              | 1.200.000 |
| Insgesamt                    | 1× Gold · 11× Platin ·                                                 | 4.640.000 |

Hauptartikel: Michael Jackson/Auszeichnungen für Musikverkäufe